# انتونیو ورا
انتونیو ورا (انگلیسی: Antonio Vera؛ زادهٔ ۱۱ اکتبر ۱۹۸۶) بازیکن فوتبال اهل اسپانیا است.